# Tumso Abdurachmanov
Tumso Abdurachmanov (19. prosince 1985, Grozný, Sovětský svaz) je čečenský bloger, kritik čečenského vůdce Ramzana Kadyrova.

## Život
Otec Abdurachmanova, Umalt, strávil 18 let ve vězení za protisovětské aktivity. V roce 2002 byl rehabilitován.
Abdurachmanov je významným kritikem čečenského vůdce Ramzana Kadyrova a jeho vlády. V roce 2015 odešel z Ruska do Gruzie, v roce 2017 utekl do Polska. Politický azyl se mu podařilo získat až v říjnu 2021 ve Švédsku.
Abdurachmanov byl terčem pokusu o vraždu v únoru 2020. O rok později za to švédská justice odsoudila dva ruské občany z Čečenska. Jeden z nich uvedl, že jednal na příkaz čečenských úřadů, které mu slíbily vyplatit 50 tisíc eur (asi 1,2 mil. Kč). Soud dle ruského exilového serveru Meduza potvrdil spojitost případu s čečenským vedením.
Počátkem prosince 2022 média informovala, že byl ve Švédsku zavražděn. O několik dní později čečenská exilová vláda zprávu popřela s tím, že Abdurachmanov je stále naživu a pod ochranou švédské policie. Švédské úřady se k věci nevyjádřily.